# 空氣彈簧

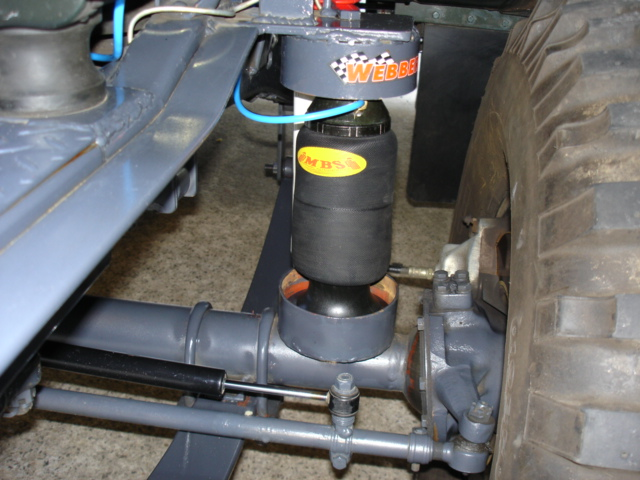
福特F-75皮卡的空氣彈簧

空氣彈簧是指利用空氣壓縮後所產生的彈力性，而製成之彈簧形式。目前主要是應用在各式車輛的避震器系統之中。稱之為「氣壓式懸吊系統」（Air suspension）。

## 特徵
空氣彈簧的彈力係數擁有非線性的特性。也就是其彈力係數是可變動調整的。另外，此類彈簧也比較不容易產生共振效應。
根據一般氣體所遵循的波義耳定律，在一定溫度之下，氣體的壓力與體積成反比的關係；簡單來說，也就是當氣體的體積被壓縮為一半時，其內部的氣體壓力（彈力）將變為兩倍。
利用這個特性，當負載的重物承載於此空氣彈簧上，其重量所向下壓縮的氣體體積將轉為向上的支撐彈力。在平時，此彈簧被設定為較軟的彈性係數；而當乘載較多重物之時，受到壓縮的氣體也能提供較大的向上支撐力，並且不容易感覺到其彈力有任何衰退。而且，空氣彈簧比起傳統的金屬製彈簧，較能吸收許多細小的回彈震盪。故而能使乘客感受到較為舒適的乘坐感；易碎的貨品也比較不易因癲頗的路面而損壞。
另外還有一種可以動態調整空氣彈簧內部空氣量的氣壓懸吊系統：其彈簧內部的空氣量，可因需求而動態調整。但因為其需要考慮調整空氣量的額外裝置與調整後車輛高度的變化，故此種懸吊系統的設計均比一般的設計複雜許多。

## 用途

### 汽車
載客用的大型巴士為了增進旅客搭乘時的舒適程度，目前有許多均已引進搭載有空氣彈簧的避震器系統。另外一些貨車也裝有空氣彈簧，可用於運輸精密儀器、古董等需避免震動的貨物。

### 鐵路車輛

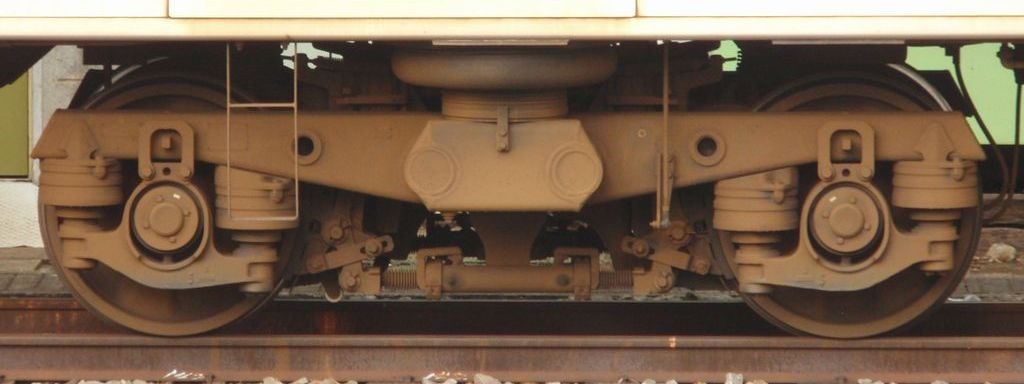
鐵路車輛轉向架與車廂連接處裝有空氣彈簧

在台灣，為了因應西部幹線鐵路電氣化，而自1979年所開始採用的EMU-100型自強號為第一種採用空氣彈簧的電聯車。之後台鐵為了提升對旅客的服務品質，新增的PP自強號與新造的莒光號客車廂也都配備有此種避震器。
在日本，最新型的N700系新幹線甚至採用了可調整內部氣壓的空氣彈簧轉向架：透過動態調整左右兩側空氣彈簧的壓力，使列車能在過彎時自動傾斜，以提升其列車過彎時的速度。
此種傾斜方法也影響同由日本車輛製造的TEMU2000普悠瑪列車。
中国大陆的和谐号动车组也采用空气弹簧。